# فرد هال (محامي)
فرد هال (بالإنجليزية: Fred Hall)‏ هو قاضي ومحامي أمريكي، ولد في 24 يوليو 1916 في دودج سيتي في الولايات المتحدة، وتوفي في 18 مارس 1970 في شاوني في الولايات المتحدة.